# White Plains, New York
White Plains är en stad (city) i den amerikanska delstaten New York med en yta av 25,7 km² och en folkmängd, som uppgår till 56 853 invånare (2010). White Plains är administrativ huvudort i Westchester County.

## Kända personer från White Plains
- Joseph Campbell, mytforskare
- David Harbour, skådespelare
- Chris Murphy, politiker
- Scott H. Reiniger, skådespelare och prins
- Mark Zuckerberg, grundare av Facebook